# Molen van Goidschalxoord
De Molen van Goidschalxoord is een korenmolen aan de Goidschalxoordsedijk in Goidschalxoord in de Nederlandse gemeente Hoeksche Waard.

## Geschiedenis
De molen is in 1718 gebouwd ter vervanging van een wipkorenmolen. Het is helaas niet bekend wie deze molen gebouwd heeft maar de eerst bekende molenaar van deze molen was Arij Cornelisz. Rijshouwer welk genoemd werd in 1721. Na de familie Rijshouwer werd de familie Vlasblom eigenaar en zij zouden eigenaar blijven tot 1818. In 1818 werd de familie Kluit molenaar op deze molen en zij zouden deze molen in de loop van de tijd sterk moderniseren. Zo werd in 1898 een hinderwetvergunning afgegeven voor het plaatsen voor een stoommachine om het maalwerk aan te drijven bij windstilte. Later in 1906 werd deze stoommachine vervangen door een nieuwer exemplaar van de Machinefabriek Delftshaven. Ook werd er een windaangedreven afzuiginstallatie geplaatst om het stof wat vrijkomt bij het malen van graan op te kunnen vangen. In 1920 verkocht de familie Kluit de molen aan de familie Weeda welke afkomstig waren van de Poldersche Molen. Zij zouden de molen in bedrijf houden tot de jaren 50. Daarna kwam de molen stil te staan en raakte de molen in verval.
In 2007 won de Molen van Goidschalxoord via het tv-programma BankGiro Loterij Restauratie 1 miljoen euro van de BankGiro Loterij, waarmee hij maalvaardig gerestaureerd is. Het motorhuis is in 2009 herbouwd. Op 8 december 2009 zijn de nieuwe roeden gestoken. Op 8 mei 2010, Nationale Molendag, is hij feestelijk heropend.
De in 2009 geplaatste roeden bestonden uit twee delen, omdat ze anders niet verzinkt konden worden. De verzinkte delen zaten in de askop aan elkaar vastgeschroefd. Vanwege twijfels over de veiligheid van deze constructie zijn de roeden in 2018 vervangen door roeden uit een stuk.

## Inrichting
De molen heeft twee koppels 16der kunststenen met een regulateur en een koppel 16der Engelse stenen. Dit laatste koppel stenen kan afgezogen worden door een windaangedreven afzuiginstallatie. In het naastgelegen motorhuis bevindt zich een stationaire motor die door middel van een riem in een tunnel tussen het motorhuis en de molen de stenen kan aandrijven. De motor is een Ruston & Hornsby 6XHR dieselmotor. Bijzonder is dat een groot deel van de oude inrichting bij de restauratie is behouden. In de vloerbalken zijn onderdelen van de voorganger van de molen te herkennen. In 2021 werd er in deze molen ook een haverpletter aangebracht, afkomstig uit Mol (BE).

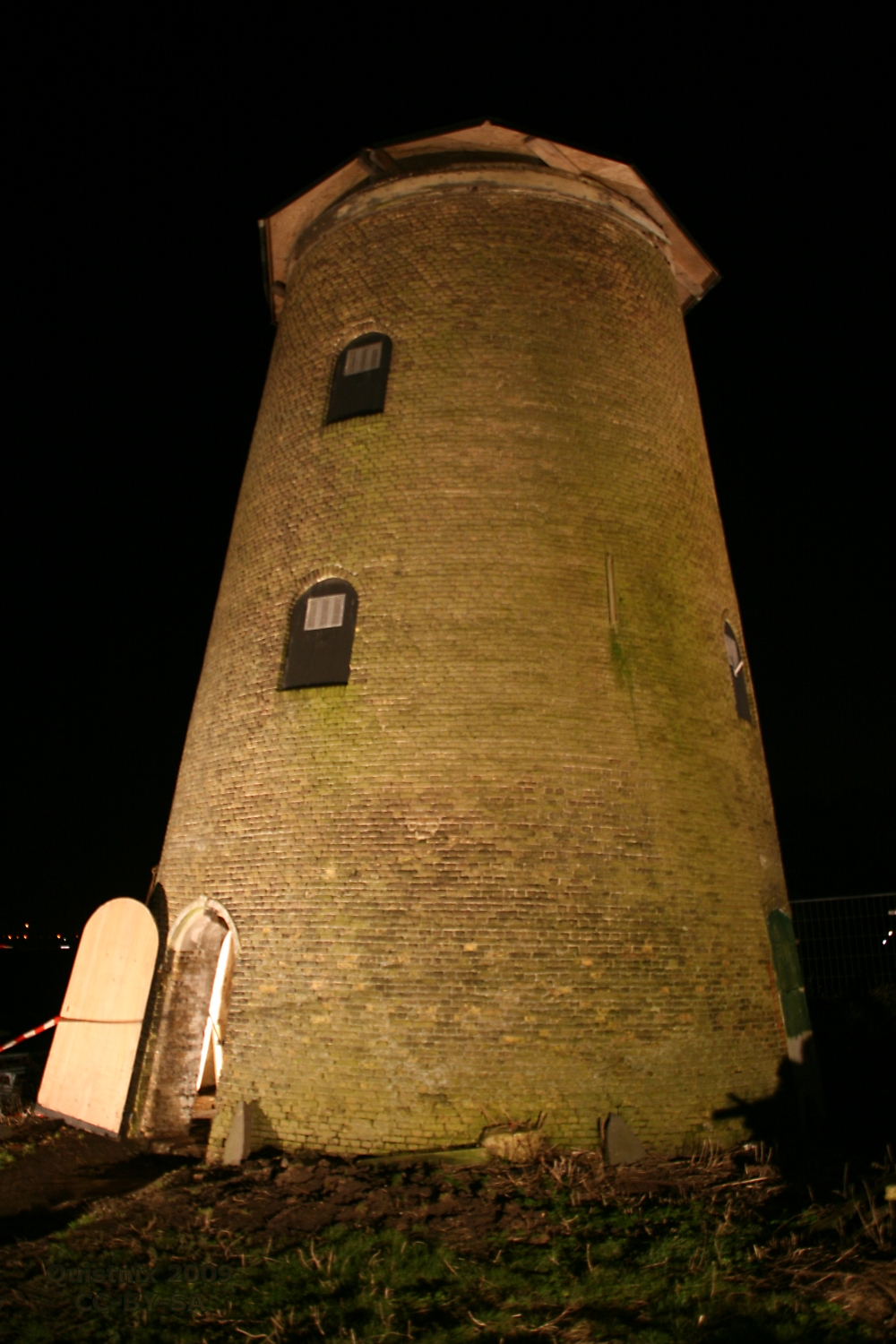
De molen in januari 2009